# Ngeanges
Ngeanges ist eine unbewohnte Insel von Palau. Sie ist bekannt aufgrund einer Höhle am Nordende. Dort wurden archäologische Relikte und Felsbildkunststätten gefunden. Diese zeugen von saisonaler menschlicher Besiedelung und Nutzung des marinen bzw. dem Meer angepassten Ökosystems, die bis zu 3100 Jahre zurückreicht.  Daher ist sie konstituierend für die UNESCO-Welterbestätte Südliche Lagune der Rock Islands, (Chelbacheb-Inseln).
Die Insel bildet zusammen mit den Beab Islets den Übergang von den nördlichen Inseln um Ngeruktabel und den südlichen Inseln um Eil Malk (Mecherchar). Zwei 'Kanäle' verlaufen nördlich bzw. südlich der Insel (Toachel Belau und Toachel Iou). Nördlich liegen die Inseln und Landzungen Ongetkatel, Ngeruktabel Island South Tip und Rirs Bital; südlich schließen sich die Inselchen Ngermeaus und Euidelchol an. Zusammen mit Ngeruktabel und Chomedokl ist sie eine der Inseln, auf denen man Hinweise auf frühere menschliche Besiedlung gefunden hat.